# دوبروسین
دوبروسین (به صربی: Dobrosin) یک منطقهٔ مسکونی در صربستان است که در بوجانوواچ واقع شده‌است. دوبروسین ۸٫۵۷ کیلومتر مربع مساحت و ۷۴۷ نفر جمعیت دارد و ۶۷۷ متر بالاتر از سطح دریا واقع شده‌است.